# عبد الله المناعي (ممثل)
عبد الله المناعي، ممثل ومؤلف ومخرج إماراتي من مواليد الشارقة العام (1955)، وهو من الرعيل الأول، من فنانين المسرح المؤسسين الذين واكبوا مرحلة البدايات، وكانوا جزءاً مهماً وأساسياً فيها، من خلال نشاطه المسرحي الدؤوب في المسرح المدرسي.

## أعماله الفنية

### المسرحيات
1. أين الثقة

1. هارون الرشيد

1. شمس النهار

1. المضحك المبكي

1. مسرحية الفريج

### المسلسلات التلفزيونية
1. أشحفان

1. مشاكل الفريج

1. حادث الكورنيش

1. الحيري في المستشفى

1. الوريث

### في السينما
1. عابر سبيل

### الإخراج في المسرح
1. مجلس العدل

1. دياية طيروها

1. الرجل الذي صار كلباً

1. السلطان

1. الفخ

1. الأعرج والمرأة

1. غلط غلط

1. جثة على الرصيف

1. كوت بومفتاح

1. ربشة في البقعة

1. الفيل يا ملك الزمان

1. للأرض سؤال

1. بطوط الشجاع

1. رصاصة

1. داخل السوق

1. الغرباء لا يشربون القهوة

1. تراث الطفل

1. الشهادة

1. بس هم

1. عسى خير

1. صرخة

1. كوكتيل

1. لو خاس الملح

1. جياد

1. الفنار

1. صك الباب

1. غلط

1. مجرد دمى